# Sanierungs- und insolvenzrechtliches Krisenfolgenabmilderungsgesetz
Das Sanierungs- und insolvenzrechtliche Krisenfolgenabmilderungsgesetz soll den wirtschaftlichen Auswirkungen der COVID-19-Pandemie in Deutschland entgegenwirken. Es wurde unter der Bezeichnung COVID-19-Insolvenzaussetzungsgesetz als Artikel 1 des Gesetzes zur Abmilderung der Folgen der COVID-19-Pandemie im Zivil-, Insolvenz- und Strafverfahrensrecht erlassen. Ziel des SanInsKG ist es, die Fortführung von Gesellschaften zu ermöglichen, die durch die COVID-19-Pandemie in eine finanzielle Schieflage geraten sind und aufgrund ihrer eingetretenen Insolvenz verpflichtet wären, ein Insolvenzverfahren einzuleiten. Ihnen soll trotz des Vorliegens von Insolvenzreife die Zeit gegeben werden, staatliche Hilfen in Anspruch zu nehmen und mit Gläubigern und Kapitalgebern Finanzierungsvereinbarungen (z. B. Darlehen) und Sanierungsabreden (z. B. Schuldenschnitte) zu treffen, um ihre Schieflage und Insolvenz zu überwinden.
Infolge des durch den russischen Überfall auf die Ukraine ausgelösten wirtschaftlichen Probleme wurde der Prognosezeitraum für den Antragsgrund der Überschuldung ab 9. November 2022 bis Ende 2023 von zwölf auf vier Monate verkürzt.

## Aussetzung der Insolvenzantragspflicht und des Insolvenzantragsrechts
Nach § 15a Satz 1 Insolvenzordnung (InsO) muss der Vertreter einer juristischen Person (z. B. einer GmbH oder AG) und nach § 42 Abs. 2 BGB der Vorstand eines Vereins bei Zahlungsunfähigkeit oder Überschuldung einen Antrag auf Eröffnung des Insolvenzverfahrens stellen. Diese Pflicht wurde durch § 1 SanInsKG in seiner ursprünglichen Fassung bis zum 30. September 2020 ausgesetzt. Für den Insolvenzgrund der Überschuldung wurde die Aussetzung bis zum 31. Dezember 2020 verlängert. Die Aussetzung der Insolvenzantragspflicht setzt voraus, dass die Insolvenzreife auf den Auswirkungen der COVID-19-Pandemie beruht. Im Falle der Zahlungsunfähigkeit erforderte sie außerdem, dass Aussichten darauf bestehen, die Zahlungsunfähigkeit zu beseitigen. Die Insolvenzantragspflicht ist nur solange ausgesetzt, wie tatsächlich Aussichten auf eine Beseitigung der Zahlungsunfähigkeit bestehen. Bestehen keine Aussichten mehr, muss unverzüglich ein Insolvenzantrag gestellt werden.
Wer sich auf das Bestehen einer Verletzung der Antragspflicht beruft, trägt hierfür die Beweislast.
§ 3 SanInsKG beschränkte zudem zeitweise das Recht der Gläubiger, die Eröffnung des Insolvenzverfahrens für zahlungsunfähige oder überschuldete Schuldner zu beantragen (so genannte Gläubigeranträge oder Fremdanträge): Bei Fremdanträgen, die zwischen dem 28. März und 28. Juni 2020 gestellt wurden, durfte das Insolvenzverfahren nur dann eröffnet werden, wenn der Insolvenzgrund bereits am 1. März 2020 vorlag.
Die Regelungen galten rückwirkend ab 1. März 2020.

## Lockerung der Zahlungsverbote
Geschäftsführer und Vorstände dürfen nach Eintritt der Zahlungsunfähigkeit oder Überschuldung der Gesellschaft grundsätzlich keine Zahlungen mehr vornehmen (§ 64 Satz 1 GmbHG bzw. § 92 Abs. 2 Satz 1 AktG). Zulässig sind dann nur noch Zahlungen, die im Interesse der Gläubiger liegen, weil sie der Aufrechterhaltung reeller Sanierungschancen dienen (das Gesetz spricht dann von Zahlungen, die mit der Sorgfalt eines ordentlichen Geschäftsmanns vereinbar sind). § 3 SanInsKG lockert diese Zahlungsverbote zum Schutz der Geschäftsführer und Vorstände, sofern nach § 1 SanInsKG die Pflicht zur Stellung eines Insolvenzantrags ausgesetzt ist (siehe dazu oben). Zahlungen, die im ordnungsgemäßen Geschäftsgang erfolgen, sind dann erlaubt und lösen keine Haftung aus. Das ist vor allem bei Zahlungen der Fall, die der Aufrechterhaltung oder Wiederaufnahme des Geschäftsbetriebes oder der Umsetzung eines Sanierungskonzepts dienen.

## Zulässigkeit von Sanierungsdarlehen
An sanierungsbedürftige Gesellschaften – d. h. an Gesellschaften, denen die Insolvenz droht – dürfen grundsätzlich nur unter engen Voraussetzungen Darlehen gewährt werden. Zudem dürfen sanierungsbedürftige Gesellschaften Darlehen grundsätzlich nicht zurückzahlen und für bestehende Darlehen keine Sicherheiten bestellen. Andernfalls riskiert der Darlehensgeber eine deliktsrechtliche Haftung wegen Insolvenzverschleppung nach § 826 BGB. Darüber hinaus kann sonst die Rückzahlung des Darlehens bzw. die Bestellung der Sicherheit im Falle einer Insolvenz angefochten werden. Die Folge dieser Insolvenzanfechtung ist, dass der Darlehensgeber das zurückgewährte Geld an die Gesellschaft zurückzahlen muss bzw. die Sicherheit nicht geltend machen darf.
Hiervon abweichend bestimmt § 2 Abs. 1 SanInsKG, dass Sanierungsdarlehen – einschließlich Gesellschafterdarlehen –, die während der COVID-19-Pandemie eingeräumt werden, zurückgezahlt werden dürfen. Auch die Zahlung eines angemessenen Zinses ist erlaubt. Privilegiert werden jedoch nur neue Darlehen und nicht die bloße Verlängerung bestehender Darlehen, weil der Gesetzeszweck des SanInsKG darin besteht, Unternehmen neue Liquidität zuzuführen. Nicht privilegiert ist außerdem die Besicherung von Gesellschafterdarlehen. Für Darlehen im Rahmen von staatlichen Förderprogrammen, die über die Kreditanstalt für Wiederaufbau oder andere Institutionen anlässlich der COVID-19-Pandemie eingeräumt werden, gelten diese Vergünstigungen zeitlich unbeschränkt.
Auch diese Sonderregelungen finden keine Anwendung, wenn die Insolvenzreife nicht auf der COVID-19-Pandemie beruht oder wenn keine Aussichten darauf bestehen, eine bestehende Zahlungsunfähigkeit zu beseitigen.

## Weitere Regelungen
Das SanInsKG erleichtert es zudem, dem betroffenen Unternehmen Liquidität zuzuführen, indem auch über die vorstehenden Regelungen hinaus Insolvenzanfechtungsmöglichkeiten gegenüber Gläubigern eingeschränkt werden, Haftungsrisiken für die Geschäftsführer reduziert werden und der gesetzliche Nachrang auf neue Gesellschafterdarlehen nicht angewendet wird.

## Kritik
Das Aussetzen der Antragspflicht sorgt dafür, dass auch Unternehmen am Markt agieren, die eigentlich insolvent wären. Damit besteht etwa für Zulieferer die Gefahr, dass sie weiter an Unternehmen liefern, die nicht mehr zahlungsfähig sind. Verschiedene Wirtschaftsforscher wiesen auf die Risiken einer solchen Politik hin. Patrik-Ludwig Hantzsch von Creditreform etwa rechnete im Mai 2020 mit einer verschobenen Pleitewelle im Herbst 2020, wenn die Aussetzung bis zum 30. September bestehen bleibt. Diese könne dann auch Anschlussinsolvenzen von eigentlich gesunden Unternehmen auslösen. Euler Hermes rechnete im Mai 2020 mit einem Zuwachs von 10 Prozent bei den Unternehmensinsolvenzen in Deutschland im Jahr 2020 im Vergleich zum Vorjahr. Trotz der starken Eingriffe in das bisherige Insolvenzrecht werden die durch das SanInsKG herbeigeführten Änderungen vom Schrifttum durchaus begrüßt, da auf diese Weise ursprünglich gesunde Unternehmen, die ohne ihr Zutun in die Corona-Krise geraten sind, eine Überlebensperspektive erhielten; dies wirke sich auch gesamtwirtschaftlich positiv aus. Jedoch dürften die Neuerungen des SanInsKG nicht länger gelten als unbedingt erforderlich.